# Flashback
Flashback (с англ. — «Флешбэк»), также известна как Flashback: The Quest for Identity — компьютерная игра в жанре платформера, разработанная французской компанией Delphine Software. Игра отмечена в Книге рекордов Гиннесса как самая продаваемая французская игра в истории.
Первоначально Flashback был выпущен для платформы Amiga в 1992 году; через год вышли порты для MS-DOS, Acorn Archimedes, Sega Mega Drive/Genesis и Super Nintendo. В период 1994—1995 гг. издавалась версия на компакт-диске для следующих платформ: 3DO, Apple Macintosh, Atari Jaguar, CD-i, FM Towns, MS-DOS и Sega CD.
Игра отличалась плавной анимацией персонажей, вручную нарисованными задниками, псевдотрёхмерными анимационными роликами и выглядела очень продвинуто для своего времени. При её создании использовалась техника покадровой ручной обработки изображений (ротоскопинг); эта техника также применялась в играх Another World и Prince of Persia. Из-за этого Flashback часто ошибочно считают сиквелом Another World — другой игры Delphine Software.

## Сюжет
Действие игры происходит в 2142 году. Главный герой — Конрад Б. Харт (англ. Conrad B. Hart), сотрудник Галактического бюро расследований, который случайно раскрывает заговор маскирующихся под людей пришельцев. Его похищают и стирают ему память, однако затем Харту удаётся бежать.
Похождения главного героя начинаются в диких джунглях Титана, где он приходит в себя после аварии глайдера. Вскоре он находит голокуб (устройство голографической видеозаписи) с сообщением себе от самого себя, рекомендующим попасть в Нью-Вашингтон, город на этой же планете, к другу, который поможет в дальнейшем расследовании. После скитаний по джунглям Харт, наконец, добирается до Нью-Вашингтона. Друг по имени Ян (англ. Ian) помогает ему восстановить память, специально записанную на случай похищения. Для продолжения расследования Харту нужно попасть на Землю, однако билет очень дорог. Он устраивается на работу и постепенно накапливает сумму, необходимую для покупки фальшивых документов. Эти документы позволяют ему принять участие в смертельно опасном телевизионном шоу «Башня смерти» и, выиграв, получить в качестве приза желанный билет.
На Земле Харту удаётся обнаружить подземную базу пришельцев. Там он узнаёт, что в скором времени ожидается прибытие крупных военных сил внеземной цивилизации, целью которых является уничтожение человечества. Затем он вновь попадает в плен, однако и в этот раз совершает побег, после чего телепортируется на родную планету пришельцев. Харт уничтожает мозг, руководящий действиями пришельцев, а затем и всю планету. После спасения на космическом корабле Конрад выясняет, что находится в неизвестной галактике и не может вернуться домой. Игра заканчивается тем, что Харт засыпает в анабиозной камере, надеясь, что когда-нибудь его найдут.

## Игровой процесс
В бою Харт использует пистолет с бесконечным боезапасом, временный силовой щит, а также перекаты и подкрадывание. Акробатика в игре схожа с Prince of Persia — Конрад может прыгать с места и с разбега, висеть на руках и подниматься по уступам, а также кувыркаться. Анимации выполнены с помощью технологии ротоскопирования.
В игре большой акцент поставлен на квестовый элемент — разговоры с персонажами, решение разнообразных вопросов, получение предметов и их использование.

## Сиквел
В 1995 году Delphine Software выпустила сиквел «Flashback» под названием «Fade to Black». Игра имела трёхмерную графику, но была встречена критиками более сдержанно, чем её предшественница. На 2003 год был запланирован выход третьей игры серии, «Flashback Legends», однако он не состоялся из-за банкротства фирмы-разработчика.
В 2013 году был выпущен ремейк с использованием трёхмерного движка.